# 妥拉唑啉
妥拉唑啉是非选择性竞争性α受体拮抗剂。它是治疗周边血管痉挛（如手足发绀）的血管扩张剂，也能与硝普钠配合解除25I-NBOMe、布苯丙胺、Bromodragonfly等5-HT2A受体激动剂过量造成的严重血管收缩，避免坏疽。不过，它最常用作消除甲苯噻嗪镇静作用的兽药。